# Génétique et réussite éducative
 (juillet 2023).
- Si vous ne connaissez pas le sujet, laissez ce bandeau (vous pouvez alors contacter les auteurs).
- Si vous supprimez le contenu mis en cause (vous pouvez préalablement contacter les auteurs),

argumentez précisément cette suppression dans la page de discussion
(un manque de référence n'est pas un argument ; une recherche réelle de référence doit avoir été effectuée, être formellement documentée).
 (juillet 2023).
La mise en forme du texte ne suit pas les recommandations de Wikipédia : il faut le « wikifier ».
Les points d'amélioration suivants sont les cas les plus fréquents :
- Les titres sont pré-formatés par le logiciel. Ils ne sont ni en capitales, ni en gras.
- Le texte ne doit pas être écrit en capitales (les noms de famille non plus), ni en gras, ni en italique, ni en « petit »…
- Le gras n'est utilisé que pour surligner le titre de l'article dans l'introduction, une seule fois.
- L'italique est rarement utilisé : mots en langue étrangère, titres d'œuvres, noms de bateaux, etc.
- Les citations ne sont pas en italique mais en corps de texte normal. Elles sont entourées par des guillemets français : « et ».
- Les listes à puces sont à éviter, des paragraphes rédigés étant largement préférés. Les tableaux sont à réserver à la présentation de données structurées (résultats, etc.).
- Les appels de note de bas de page (petits chiffres en exposant, introduits par l'outil «  Source ») sont à placer entre la fin de phrase et le point final[comme ça].
- Les liens internes (vers d'autres articles de Wikipédia) sont à choisir avec parcimonie. Créez des liens vers des articles approfondissant le sujet. Les termes génériques sans rapport avec le sujet sont à éviter, ainsi que les répétitions de liens vers un même terme.
- Les liens externes sont à placer uniquement dans une section « Liens externes », à la fin de l'article. Ces liens sont à choisir avec parcimonie suivant les règles définies. Si un lien sert de source à l'article, son insertion dans le texte est à faire par les notes de bas de page.
- La présentation des références doit suivre les conventions bibliographiques. Il est recommandé d'utiliser les modèles {{Ouvrage}}, {{Chapitre}}, {{Article}}, {{Lien web}} et/ou {{Bibliographie}}. Le mode d'édition visuel peut mettre en forme automatiquement les références.
- Insérer une infobox (cadre d'informations à droite) n'est pas obligatoire pour parachever la mise en page.

Pour une aide détaillée, merci de consulter Aide:Wikification.
Si vous pensez que ces points ont été résolus, vous pouvez retirer ce bandeau et améliorer la mise en forme d'un autre article.
Génétique et réussite éducative désigne un champ d'étude scientifique qui s'intéresse à l'impact des éléments génétiques sur les succès éducatifs d'un individu. Grâce à l'évolution constante des études d'association à l'échelle du génome, des variantes génétiques en lien avec l'éducation ont été mises en évidence, ce qui a permis d'élargir le champ des études sociologiques pour y inclure des facteurs génétiques. Un élément central de ce domaine est le score polygénique éducatif, un outil basé sur des données empiriques utilisé pour évaluer l'effet de différentes variantes génétiques sur le degré de réussite éducative d'une personne.
Les progrès de la génétique, en particulier des études d'association pangénomiques, ont grandement favorisé l'expansion de ce domaine. Ces progrès ont facilité l'identification de variantes génétiques spécifiques en corrélation avec les résultats éducatifs. Ces découvertes ont amélioré notre compréhension de la relation entre l'héritage génétique et le succès éducatif. Cette fusion de la génétique et de la sociologie a donc inauguré une phase révolutionnaire dans l'étude de l'éducation et de ses facteurs déterminants. Elle souligne la reconnaissance croissante que l'héritage génétique et les facteurs environnementaux jouent un rôle dans les variations individuelles de la réussite éducative. Le score polygénique d'éducation, quantifiant l'influence de ces variantes génétiques, sert de métrique précieuse car les variants de gènes individuels ont en eux-mêmes une valeur prédictive limitée, mais lorsqu'on considère les effets de tous les variants à travers le génome pour créer un score polygénique, il peut prédire une part significative de la variation dans les années d'éducation achevées. Cette capacité de prédiction est similaire à celle de facteurs démographiques tels que le revenu du foyer ou le niveau d'éducation de la mère. Dans le passé, l'impact de la génétique sur la réussite scolaire a été étudié à travers des recherches sur les jumeaux et les adoptions, mettant continuellement en évidence l'importance des gènes dans la réussite scolaire, en parallèle avec les facteurs environnementaux. Les études actuelles se focalisent sur l'évaluation des contributions respectives des gènes et des environnements, ainsi que sur la découverte des voies génétiques qui contribuent à la réussite éducative.

## Transmission intergénérationnelle et mobilité sociale
La passation intergénérationnelle de l'éducation agit comme un baromètre de la mobilité sociale dans le cadre sociologique. L'éducation des parents influence grandement le niveau d'éducation atteint par les enfants, avec une tendance plus marquée à s'inscrire et à obtenir un diplôme universitaire chez les enfants issus de familles où le niveau d'éducation des parents est élevé,,.
Bien que les facteurs sociaux et environnementaux soient primordiaux, l'impact héréditaire génétique sur l'acquisition d'une éducation est également prédominant. Les études traditionnelles rencontraient des difficultés pour distinguer les influences génétiques de celles environnementales. Néanmoins, l'apparition du score polygénique éducatif a permis une compréhension plus subtile des contributions distinctes des facteurs génétiques et sociaux, principalement en recueillant des informations génétiques sur les parents et l'enfant.
Les scores polygéniques se sont révélés être un prédicteur significatif des résultats éducatifs au sein de couples. De plus, ces scores polygéniques ont montré une corrélation importante entre conjoints.
Kathryn Paige Harden, professeure de psychologie à l'Université du Texas à Austin, a suggéré que les études d'association à l'échelle du génome peuvent établir des liens entre les variantes génétiques et les années de scolarité, ce qui a conduit à la création d'un score polygénique pour prédire l'acquisition d'une éducation. Elle affirme que ces prédicteurs pourraient éventuellement être utilisés pour améliorer l'éducation. Plaidant pour l'intégration de la génétique dans la recherche et l'élaboration des politiques, Harden réfute l'idée que l'on connaisse universellement des interventions éducatives efficaces. Elle insiste sur la nécessité de prendre en compte les facteurs génétiques pour élaborer des solutions personnalisées pour la réussite éducative, et sur la nécessité d'une reconnaissance équilibrée des influences génétiques et environnementales.

## Exploration scientifique
Des études récentes en association pangénomique ont révélé un grand nombre de polymorphismes à nucléotide unique (SNP) liés de manière significative à la réalisation scolaire. Ces découvertes ont été intégrées dans la recherche sociologique, éclairant ainsi la portée de l'influence génétique sur les résultats éducatifs.
Le Consortium pour l'Association Génétique en Sciences Sociales a identifié des indicateurs fiables des influences héréditaires sur la réussite éducative, dévoilant une multitude de variations génétiques associées au nombre d'années de scolarité. Ils ont constaté que les individus présentant plus de variants génétiques associés à l'éducation ont tendance à effectuer plus d'années d'études, une corrélation observée même entre frères et sœurs d'une même famille,. Les facteurs génétiques liés au niveau d'éducation ont été découverts pour avoir une portée dépassant l'éducation, influençant le succès socioéconomique et la mobilité sociale. Les enfants avec des scores polygéniques plus élevés ont généralement plus de chances d'atteindre un plus grand succès socioéconomique, indépendamment de leurs origines. Les traits psychologiques qui jouent un rôle médiateur dans les associations génétiques avec les résultats de vie sont l'intelligence, le self-control, et les compétences interpersonnelles, comme l'amabilité ; ces associations entre les séquences d'ADN et les résultats de vie tendent à apparaître tôt dans la vie et à persister à l'âge adulte.
L'éducation parentale, le revenu et les comportements parentaux ont été identifiés comme des voies socio-environnementales essentielles qui jouent un rôle médiateur dans l'effet des scores polygéniques d'éducation des parents sur la réussite scolaire des enfants,. Les enfants avec des scores polygéniques plus élevés proviennent souvent de ménages à plus haut position sociale et économique, et ces scores ont été trouvés pour prédire la probabilité de mobilité ascendante pour les enfants issus de milieux socioéconomiques plus faibles. C'est-à-dire, le contexte socioéconomique détermine le point de départ, mais les scores polygéniques d'éducation déterminent l'ampleur du mouvement à partir de ce point de départ.
Dans certains cas, comprendre le risque génétique peut permettre aux parents de prendre des décisions plus éclairées concernant l'environnement de leurs enfants. Par exemple, si le dépistage génétique peut prédire avec précision la dyslexie, les parents pourraient potentiellement inscrire leurs enfants à des programmes de lecture supplémentaires même avant qu'un diagnostic officiel soit posé. Les scores polygéniques pour la réussite scolaire ont également été proposés comme un dépistage rentable pour les déficiences intellectuelles ou d'apprentissage, permettant une détection et une intervention beaucoup plus précoces puisque l'ADN reste constant dès la naissance.